# Paralovo (Bosilegrad)
Pour les articles homonymes, voir Paralovo.
Paralovo (en serbe cyrillique : Паралово) est un village de Serbie situé dans la municipalité de Bosilegrad, district de Pčinja. Au recensement de 2011, il comptait 104 habitants.

## Démographie
| 1948 | 1953 | 1961 | 1971 | 1981 | 1991 | 2002 | 2011 |
| ---- | ---- | ---- | ---- | ---- | ---- | ---- | ---- |
| 364  | 390  | 329  | 268  | 227  | 164  | 133  | 104  |

|  |